# Pereskia

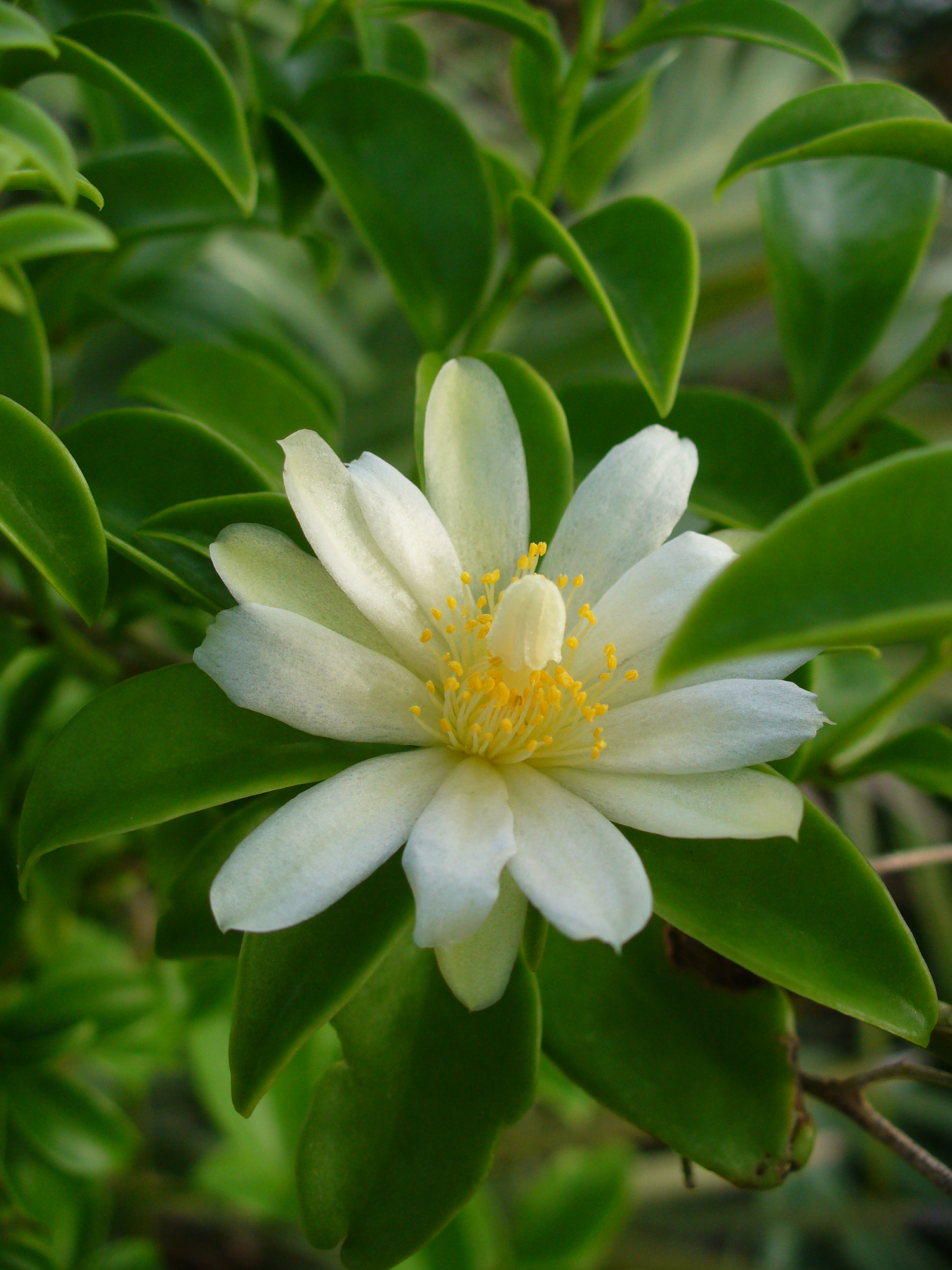
Pereskia aculeata

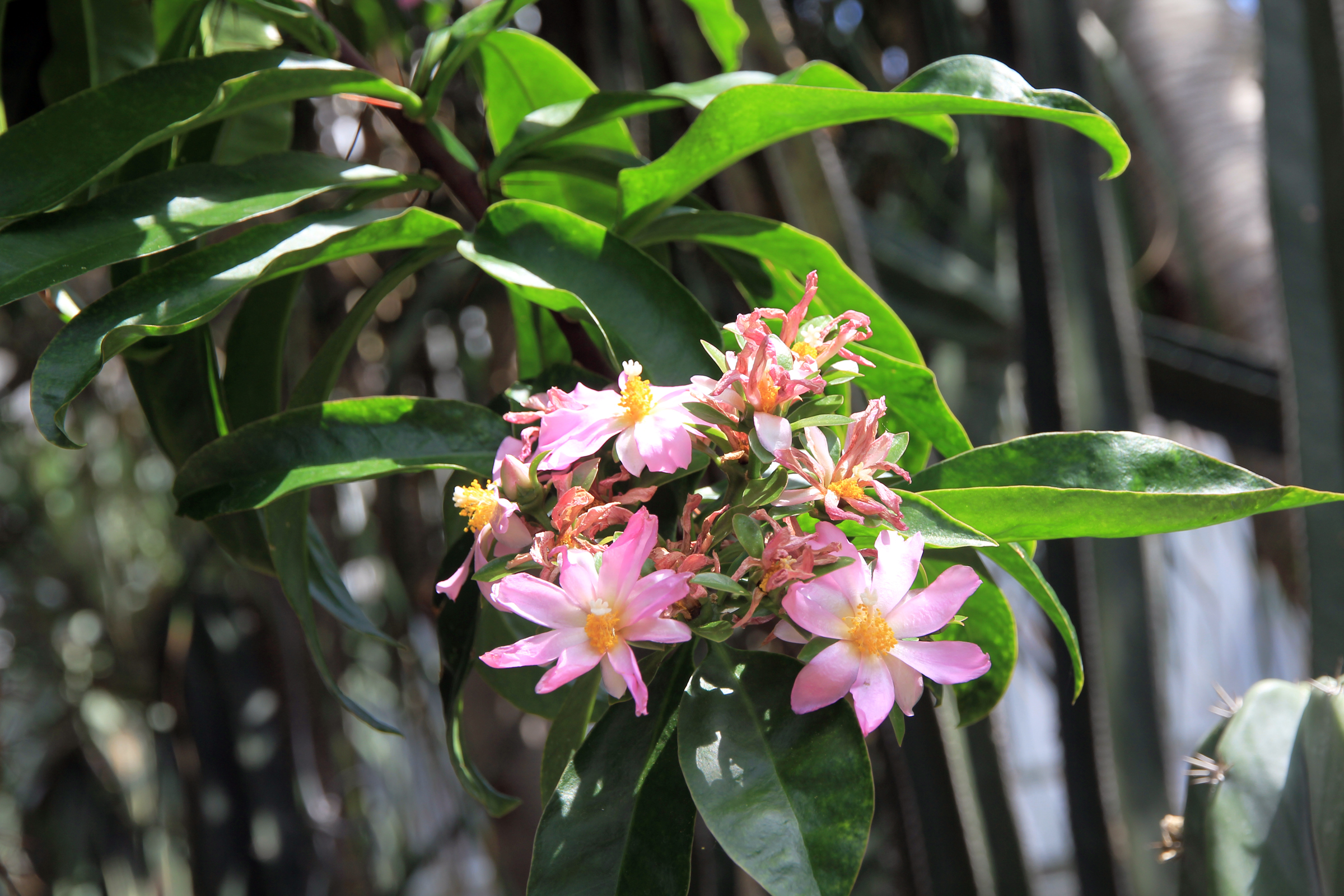
Pereskia grandifolia

Pereskia ist eine Pflanzengattung aus der Familie der Kakteengewächse (Cactaceae). Sie ist die einzige Gattung der Unterfamilie Pereskioideae und gehört zu den ursprünglichsten Kakteen. Der botanische Name der Gattung ehrt den französischen Humanisten Nicolas-Claude Fabri de Peiresc.

## Beschreibung
Die Arten der Gattung Pereskia sind laubabwerfende, dornige, baum- oder strauchige Pflanzen, die häufig klettern. Ihre leicht fleischigen Triebe sind gerade oder wachsen im Zickzack. Die Wurzeln sind manchmal verdickt und knollig. Die für die meisten Kakteengewächse typischen Rippen und Warzen fehlen, stattdessen sind wechselständige Laubblätter vorhanden. Diese besitzen normalerweise einen Blattstiel. Ihre ganzrandige, breite, abgeflachte Blattspreite ist etwas fleischig. Die Areolen in den Blattachseln tragen für gewöhnlich Wolle oder Haare und bringen Dornen und manchmal Blätter hervor. Die einzelnen bis zahlreichen Dornen sind (fast) gerade und von unterschiedlicher Länge.
Die end- oder achselständigen, gestielten oder sitzenden, zwittrigen Blüten sind rad- bis glockenförmig, erscheinen einzeln oder bilden einen Blütenstand. Sie öffnen sich am Tag. Das Perikarpell oder der Blütenboden hat für gewöhnlich Areolen, Wolle, Dornen, Haare oder Brakteen. Die Areole können hier auch Blüten und Blätter hervorbringen. Das farbige bis weiße Perianth (Tepale) ist mehrkreisig. Es sind viele Staubblätter vorhanden. Der einkammerige Fruchtknoten ist unter- bis oberständig, die Narbe ist gelappt.
Die verschiedenartig geformten, einzelnen oder gebündelten, mehrsamigen Früchte sind fleischig bis saftig und reißen nicht auf. Sie besitzen oft einen dauerhaften Blütenrest. Die verkehrt-eiförmigen bis nierenförmigen, 1,8 bis 7,5 Millimeter langen Samen sind schwarz. Manchmal tragen sie „blattartige Schuppen“.

## Verbreitung und Systematik
Die Gattung Pereskia ist im Flachland der Neotropis, vom Süden Mexikos über die Karibik bis in den Norden von Argentinien und Uruguay, verbreitet.
1703 beschrieb Charles Plumier in Nova Plantarum Americanarum Genera die Gattung Pereskia zum ersten Mal. Carl von Linné verwarf den Gattungsnamen und stellte die bekannten Arten als Cactus pereskia und Cactus portulacifolius zu der von ihm aufgestellten Gattung Cactus. Philip Miller griff 1754 den Namen wieder auf. Die Unterfamilie wurde von George Engelmann eingeführt. Die Typusart der Gattung ist Pereskia aculeata.

### Systematik nach N.Korotkova et al. (2021)
Die Gattung umfasst folgenden Arten:
- Pereskia aculeata Mill.
- Pereskia bahiensis Gürke
  - Pereskia bahiensis subsp. bahiensis
  - Pereskia bahiensis subsp. minensis N.P.Taylor & Albuq.-Lima
- Pereskia diaz-romeroana Cárdenas
- Pereskia grandifolia Haw.
  - Pereskia grandifolia subsp. grandifolia
  - Pereskia grandifolia subsp. violacea (Leuenb.) N.P.Taylor & Zappi
- Pereskia horrida (Kunth) DC.
- Pereskia nemorosa Rojas Acosta
- Pereskia sacharosa Griseb.
- Pereskia stenantha F.Ritter
- Pereskia weberiana K.Schum.

Synonyme der Gattung sind Peirescia Zucc. (1837), Peireskia K.Schum. (1890), Pereskia sect. Rhodocactus A.Berger (1929), Rhodocactus (A.Berger) F.M.Knuth (1930) und Carpophillus Neck. (1790, nom. inval.).

### Systematik nach Anderson/Eggli (2005)
Die Gattung umfasst folgende Arten:
- Pereskia aculeata Mill.
- Pereskia aureiflora F.Ritter ≡ Leuenbergeria aureiflora (F.Ritter) Lodé
- Pereskia bahiensis Gürke
- Pereskia bleo (Kunth) DC. ≡ Leuenbergeria bleo (Kunth) Lodé
- Pereskia diaz-romeroana Cárdenas
- Pereskia grandifolia Haw.
  - Pereskia grandifolia subsp. grandifolia
  - Pereskia grandifolia subsp. violacea (Leuenb.) N.P.Taylor & Zappi
- Pereskia guamacho F.A.C.Weber ≡ Leuenbergeria guamacho (F.A.C.Weber) Lodé
- Pereskia horrida DC.
  - Pereskia horrida subsp. horrida
  - Pereskia horrida subsp. rauhii (Backeb.) Ostolaza = Pereskia horrida DC.
- Pereskia lychnidiflora DC. ≡ Leuenbergeria lychnidiflora (DC.) Lodé
- Pereskia marcanoi Areces ≡ Leuenbergeria marcanoi (Areces) Lodé
- Pereskia nemorosa Rojas Acosta
- Pereskia portulacifolia L. ≡ Leuenbergeria portulacifolia (L.) Lodé
- Pereskia quisqueyana Alain ≡ Leuenbergeria quisqueyana (Alain) Lodé
- Pereskia sacharosa Griseb.
- Pereskia stenantha F.Ritter
- Pereskia weberiana K.Schum.
- Pereskia zinniiflora DC. ≡ Leuenbergeria zinniiflora (DC.) Lodé

Synonyme der Gattung sind Carpophillus Neck. (1790, nom. inval.) und Rhodocactus (A.Berger) F.M.Knuth (1930).

## Nachweise

## Weiterführende Literatur
- M. Patrick Griffith: Pereskia, Portulacaceae, Photosynthesis, and Phylogenies: Implications For Early Cactaceae Haseltonia. Band 14, 2008, S. 37–45, doi:10.2985/1070-0048-14.1.37.
- Beat Ernst Leuenberger: Pereskia (Cactaceae). In: Memoirs of the New York Botanical Garden. Band 41, 1986, S. 1–141.
- James D. Mauseth, James V. Landrum: Relictual vegetative anatomical characters in Cactaceae: the genus Pereskia. In: Journal of Plant Research. Band 110, Nummer 1, S. 55–64, doi:10.1007/BF02506843.